# 아메바목
아메바목(Tubulinida) 또는 진아메바목(Euamoebida)은 아메바강에 속하는 아메바류 목의 하나이다. 2개 과로 이루어져 있다.

## 하위 분류
- 아메바상과 (Amoeboidea) 또는 아메바목
  - 아메바과 (Amoebidae)
  - 가닥아메바과 (Hartmannellidae)
- 별가시아메바상과 (Echinamoeboidea) - 별가시아메바목(Echinamoebida)으로 분류하기도 한다.
  - 별가시아메바과 (Echinamoebidae)
- 렙토믹사상과 (Leptomyxoidea) - 렙토믹사목(Leptomyxida)으로 분류하기도 한다.
  - 플라벨룰라과 (Flabellulidae)
  - 렙토믹사과 (Leptomyxidae)